# Salix apoda
Salix apoda är en videväxtart som beskrevs av Ernst Rudolf von Trautvetter. Salix apoda ingår i släktet viden, och familjen videväxter. Inga underarter finns listade i Catalogue of Life.